# Institut für Staatskirchenrecht der Diözesen Deutschlands
Das Institut für Staatskirchenrecht der Diözesen Deutschlands ist ein 1970 gegründete Einrichtung des Verbandes der Diözesen Deutschlands (VDD) mit Sitz in Bonn.

## Organisation
Das Institut für Staatskirchenrecht wurde 1970 durch die Deutsche Bischofskonferenz, unter Federführung des Bistums Essen, gegründet und wird seit 1975 vom Verband der Diözesen Deutschlands getragen. Gründungsdirektor war der Jesuit Joseph Listl, unterstützt von Heiner Marré und Karl Eugen Schlief.
Aufgabe des Instituts ist die wissenschaftliche Auseinandersetzung mit dem Staatskirchenrecht in Wissenschaft und Praxis. Neben der Rechtsberatung für kirchliche Organisationen und der Information über staatskirchenrechtliche Entwicklungen soll das Institut, die Entwicklung des Verhältnisses von Staat, Religion und Kirche beobachten.
Das Institut hat einen wissenschaftlichen Beirat unter dem Vorsitz von Arnd Uhle.

## Direktoren
- Joseph Listl SJ, 1971 bis 1998
- Wolfgang Rüfner, 1998 bis 2011
- Ansgar Hense, seit 2011